# Sidi Daho des Zairs
Sidi Daho des Zairs, chiamato anche Sidi Dahou des Zairs o Sidi Daho, è un comune dell'Algeria, situato nella provincia di Sidi Bel Abbes.